# Добрушка Вас
Добрушка Вас (словен. Dobruška vas) — поселення в общині Шкоцян, регіон Південно-Східна Словенія, Словенія.